# Heikki Mikkola
Heikki Antero Mikkola, más conocido como Heikki Mikkola (Mikkeli, Finlandia, 6 de julio de 1945), es un ex-piloto de motocross finlandés, compitió en el Campeonato Mundial de Motocross donde fue tres veces Campeón del Mundo en la categoría de 500cc y una vez en 250cc. Conocido como The Flying Finn ("El finlandés volador") y caracterizado por un estilo de pilotaje enérgico e intenso, fue el primer finlandés en ganar un título mundial de motocross. En 2015 fue nombrado Leyenda FIM.

## Trayectoria
Mikkola empezó a competir en Finlandia en 1965 pilotando una Greeves, ganando ya ese año 11 de las 18 carreras que corrió. En 1966 cambió a Husqvarna y ganó el campeonato finlandés juvenil de enduro y motocross. Ese mismo año tomó parte en el Gran Premio de Finlandia puntuable para el Mundial. En 1968 ganaba su primera manga en un Gran Premio, el de Suecia de 250cc (donde fue segundo en la clasificación final).

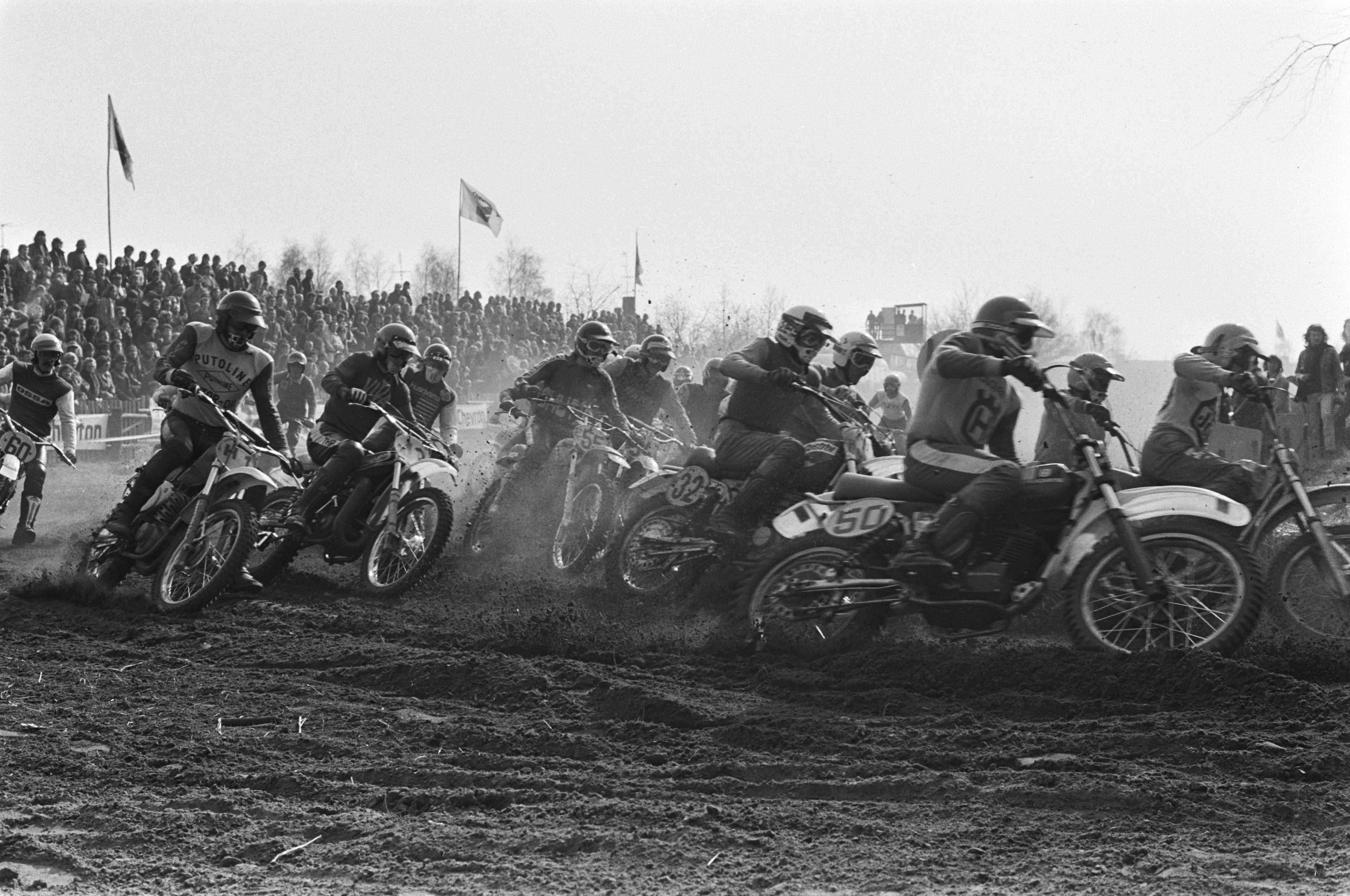
Mikkola con la Husqvarna n.º 50 en el Motorcross der Azen de 1976

En 1969 sufrió varias lesiones pero aun así acabó decimocuarto en el Campeonato del Mundo. Al año siguiente ya ganó tres Grandes Premios y terminó cuarto del Mundial. Antes de terminar la temporada firmó un contrato con Husqvarna para tres años.[cita requerida] En 1971 repitió la cuarta plaza final.
En 1972 decidió pasar a los 500cc terminando tercero en su primera temporada.[cita requerida] Habiendo vuelto a los 250cc, consiguió también la tercera posición en 1973, el mismo año en que ganó la Inter-AMA (torneo similar a la Trans-AMA reservado a los 250cc).
En 1974 ganó el Campeonato de Finlandia en la categoría de 500cc, el primero de sus ocho títulos nacionales. A escala internacional, volvió a cambiar a los 500cc protagonizando durante toda la temporada un duelo memorable con el belga Roger De Coster. decantó de su parte y consiguió interrumpir la racha de títulos mundiales de De Coster por un año. La temporada siguiente el duelo se repitió pero con resultado inverso, con De Coster campeón y Mikkola subcampeón.
De cara a 1976 Husqvarna, interesada en promocionar sus modelos de 250cc, le pidió que corriera en esta categoría con el resultado de un nuevo Campeonato del Mundo para Mikkola, convirtiéndose así en el primer piloto de la historia en haber sido campeón del mundo de dos cilindradas diferentes (500cc y 250cc).[cita requerida]
En la temporada de 1977, Mikkola cambió a la marca japonesa Yamaha y con esta moto ganó dos campeonatos del mundo consecutivos de 500cc, desbancando así definitivamente a Roger De Coster. Yamaha lo contrató como probador de sus prototipos y director del equipo oficial de fábrica en los mundiales de motocross.
Durante toda su carrera deportiva corrió por el Motor Club Hyvinkää (Hyvinkään Moottorikerho – HyMk).

## Palmarés
- Campeón del Trans-AMA en 1973 de 250cc.
- Campeón del Mundo en 1974 de 500cc.
- Campeón del Mundo en 1976 de 250cc.
- Campeón del Mundo en 1977 de 500cc.
- Campeón del Mundo en 1978 de 500cc.